# Американо-русский институт
Американо-русский институт (АРИ, англ. American-Russian Institute) — американская общественная организация. Была тесно связана с советским Всесоюзным обществом культурной связи с заграницей и получала от него материалы для распространения в США. АРИ проводил лекции, доклады, концерты, выставки, показы советских фильмов; этими и другими способами он знакомил американцев с жизнью в СССР.
Предшественником АРИ с 1927 по 1930 год было Американское общество культурных связей с Советским Союзом (англ. American Society for Cultural Relations with the Soviet Union).
Американо-русский институт учреждён в 1930 году в Нью-Йорке. В начале 1930-х годов начали работать отделения Института в Сан-Франциско и Лос-Анджелесе, которые действовали фактически автономно. В 1931 году организация насчитывала около 1200 членов.
В 1947 году Генеральный прокурор США Томас Кларк вынес определение, согласно которому организация была признана «ширмой» подрывной деятельности коммунистов. В 1948 году в соответствии с президентским указом № 9835 Гарри Трумэна организация была внесена в список подрывных организаций.
В 1948 году исполнительным директором организации был Генри Коллинс младший (англ. Henry H. Collins, Jr.), которого подозревали в участии в коммунистической шпионской ячейки — т. н. «группы Уэра» (англ. the Ware Group).
Организация издавала ежеквартальный журнал American Quarterly of the Soviet Union.